# Olaparib
Olaparib (AZD-2281, MK- 7339 tên thương mại Lynparza) là một liệu pháp trúng đích được FDA phê chuẩn cho bệnh ung thư. Nó là một chất ức chế PARP, ức chế poly ADP ribose polymerase (PARP), một loại enzyme liên quan đến sửa chữa DNA. Nó hoạt động chống lại ung thư ở những người có đột biến gen BRCA1 hoặc BRCA2, bao gồm một số bệnh ung thư buồng trứng, vú và tuyến tiền liệt.
Vào tháng 12 năm 2014, olaparib đã được phê duyệt để sử dụng như một tác nhân duy nhất của EMA và FDA. Sự chấp thuận của FDA dành cho ung thư buồng trứng tiến triển đột biến BRCA (gBRCAm) đã nhận được ba hoặc nhiều dòng hóa trị liệu trước đó. Vào tháng 1 năm 2018, olaparib đã trở thành chất ức chế PARP đầu tiên được FDA chấp thuận cho bệnh ung thư vú di căn gBRCAm. Olaparib được phát triển và lần đầu tiên được đưa vào bệnh nhân bởi công ty công nghệ sinh học có trụ sở tại Anh, KuDOS Enterprises, được thành lập bởi Stephen Jackson (nhà khoa học) của Đại học Cambridge, Vương quốc Anh. Kể từ khi KuDOS được AstraZeneca mua lại vào năm 2006, loại thuốc này đã được AstraZeneca và Merck & Co.

## Cơ chế hoạt động
Olaparib hoạt động như một chất ức chế enzyme poly ADP ribose polymerase (PARP). Những người có các đột biến BRCA1/2 có khuynh hướng dễ mắc một số dạng ung thư và các đột biến này giúp tế bào ung thư có thể kháng lại các dạng điều trị ung thư khác. Tuy nhiên, việc đột biến BRCA làm cho tế bào ung thư phải tăng phụ thuộc vào PARP để sửa chữa DNA, cho phép chúng tiếp tục phân chia. Olaparib có thể có lợi nếu ung thư nhạy cảm với ức chế chọn lọc PARP.

## Phê duyệt và chỉ định
Vào tháng 12 năm 2014, FDA  và EMA  đã chấp thuận olaparib là đơn trị liệu. FDA chính là ở dòng mầm BRCA đột biến (gBRCAm) tiên tiến ung thư buồng trứng đã nhận được ba hoặc dòng trước hơn hóa trị. Báo cáo đánh giá công khai EMA, sử dụng cùng một dữ liệu thử nghiệm giai đoạn II, đã tham chiếu đến cả "ung thư buồng trứng huyết thanh cao" và sử dụng olaparib "không muộn hơn 8 tuần sau một đợt điều trị bằng bạch kim, khi khối u đã giảm kích thước hoặc đã hoàn toàn biến mất ".
Trong ung thư vú, olaparib được chấp thuận cho bệnh nhân ung thư vú di căn có gBRCAm, HER2 âm tính và trước đó từng được điều trị bằng hóa trị tân bổ trợ, bổ trợ hay đã di căn. Nếu bệnh nhân ung thư dương tính với thụ thể hoóc môn, họ nên được điều trị nội tiết khi thích hợp. Sự chấp thuận này dựa trên thử nghiệm ngẫu nhiên giai đoạn III của OlympiAD, cho thấy lợi ích trong sống sót bệnh không tiến triển đối với bệnh nhân điều trị bằng olaparib so với hóa trị liệu thông thường 

## Tác dụng phụ
Các tác dụng phụ bao gồm các tác dụng tiêu hóa như buồn nôn, nôn và chán ăn; mệt mỏi; đau cơ và khớp; và số lượng máu thấp như thiếu máu, với bệnh bạch cầu thường xuyên. Sự buồn ngủ đôi khi được nhìn thấy trong các thử nghiệm lâm sàng sử dụng liều cao hơn so với lịch trình được phê duyệt.